# كارلو جابريال نيرو
كارلو جابريال نيرو (بالإيطالية: Carlo Gabriel Nero) (و. 1969  م) هو كاتب سيناريو، ومخرج أفلام إيطالي، ولد في لندن.

## وصلات خارجية
- كارلو جابريال نيرو على موقع IMDb (الإنجليزية)
- كارلو جابريال نيرو على موقع ألو سيني (الفرنسية)
- كارلو جابريال نيرو على موقع ميوزك برينز (الإنجليزية)
- كارلو جابريال نيرو على موقع أول موفي (الإنجليزية)
- كارلو جابريال نيرو على موقع ديسكوغز (الإنجليزية)
- كارلو جابريال نيرو على موقع قاعدة بيانات الفيلم (الإنجليزية)
- كارلو جابريال نيرو على موقع كينوبويسك (الروسية)